# Al-Ka’ida Półwyspu Arabskiego
Al-Ka’ida Półwyspu Arabskiego (AQAP) – filia terrorystycznej organizacji Al-Ka’ida na Półwyspie Arabskim, szczególnie aktywna na terenie Jemenu, gdzie prowadzi działania terrorystyczne.
Al-Ka’ida Półwyspu Arabskiego powstała w styczniu 2009 po połączeniu się komórek Al-Ka’idy w Arabii Saudyjskiej i Jemenie. W kraju władanym przez Saudów ugrupowanie było skutecznie tłumione przez miejscowe służby bezpieczeństwa. W efekcie większość bojowników przeniosła się do słabego wewnętrznie Jemenu, targanego wówczas rebelią szyitów na północy kraju i powstaniem separatystycznym na południu kraju.
Główną siłą napędową ugrupowania był przywódca filii do września 2011 Anwar al-Awlaki, który przekształcił ugrupowanie z regionalnego zagrożenia w najbardziej aktywną filię Al-Ka’idy, szczególnie po śmierci Usamy ibn Ladina, lidera światowej Al-Ka’idy, w maju 2011. Al-Ka’ida Półwyspu Arabskiego została uznana za organizację terrorystyczną 14 grudnia 2009 przez sekretarz stanu USA Hillary Clinton. Już w następnym roku po rozpoczęciu regularnych działań w Jemenie, Stany Zjednoczone ogłosiły, iż AQAP stanowi zagrożenie dla ich ojczyzny.

## Działalność

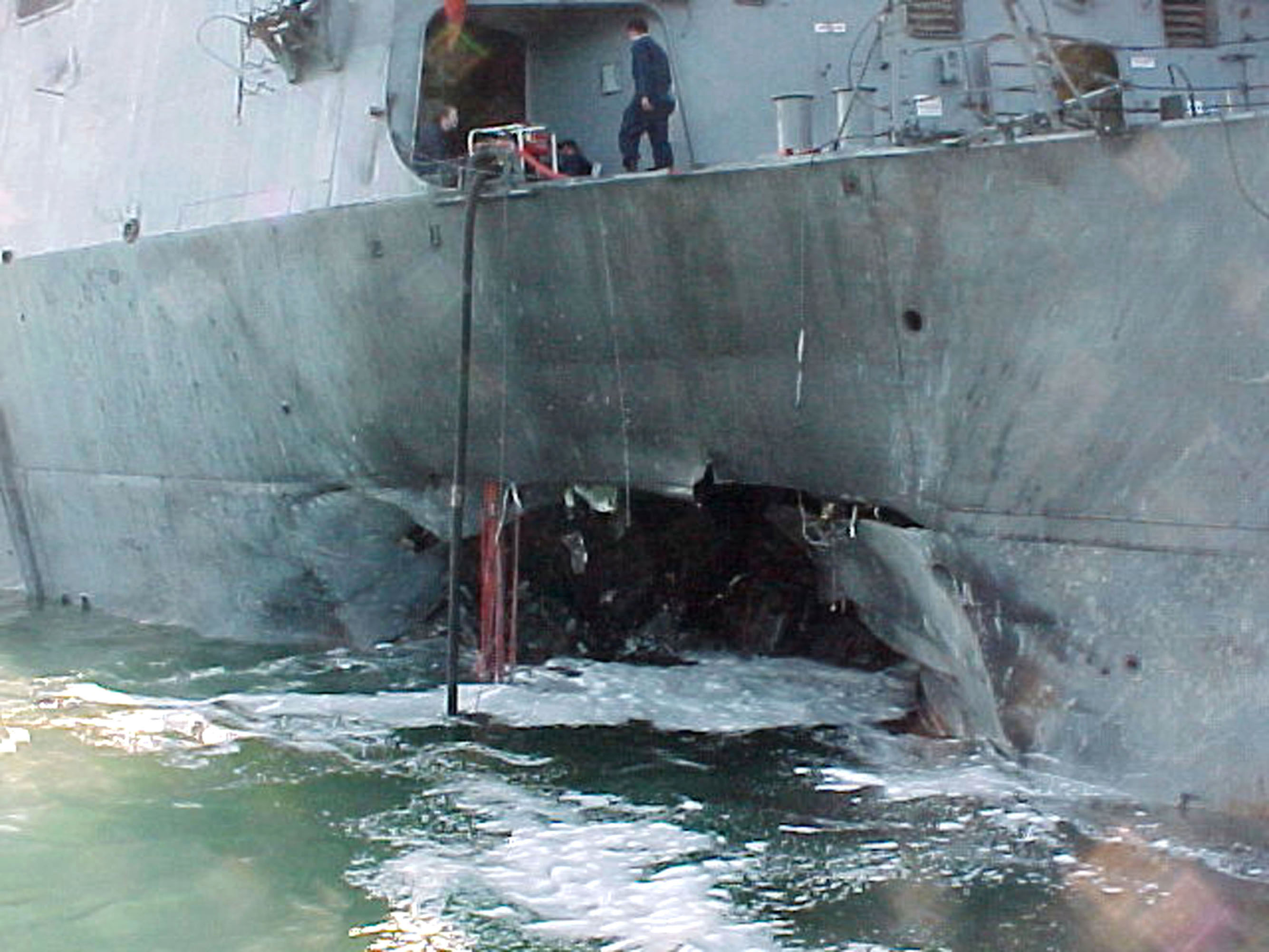
Uszkodzony USS Cole po ataku w październiku 2000

Al-Ka’ida była aktywna w Jemenie jeszcze przed powołaniem jej regionalnej filii. 12 października 2000 terroryści przeprowadzili w porcie w Adenie atak na amerykański okręt USS Cole, poważnie go uszkadzając i zabijając 17 amerykańskich marynarzy. Innym wydarzeniem przypisanym Al-Ka’idzie jest masakra w saudyjskim Al-Chubar, gdzie w dniach 29–30 maja 2004 terroryści zabili 22 osoby, w większości obcokrajowców. W czerwcu 2004 ugrupowanie porwało pod Rijadem i ścięło obywatela Stanów Zjednoczonych Paula Marshalla Johnsona. Al-Ka’ida była podejrzana również o przeprowadzenie zamachu bombowego w Dosze w marcu 2005. W 2008 atakowano ambasadę USA w Sanie.
Al-Ka’ida ponownie uaktywniła się po połączeniu saudyjskiej i jemeńskiej komórki w styczniu 2009. W sierpniu 2009 zamachowiec-samobójca z AQAP próbował zabić księcia Muhammada ibn Najifa, który przewodził antyterrorystycznym działaniom w Arabii Saudyjskiej. Tego samego roku ugrupowanie zabiło w Jemenie czterech turystów z Korei Południowej. W listopadzie 2009 amerykański wojskowy Nidal Hasan inspirowany przez Anwara al-Awlakiego, zastrzelił 13 osób w listopadzie 2009 w bazie wojskowej Fort Hood.

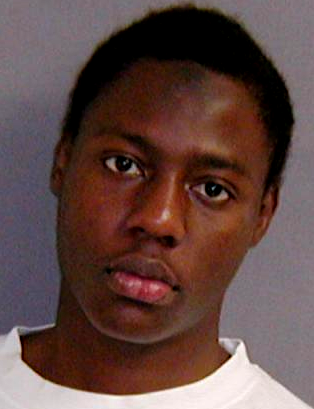
Umar Farouk Abdulmutallab zamachowiec z Northwest Airlines

Głośno o Al-Ka’idzie Półwyspu Arabskiego zrobiło się po próbie wysadzenia samolotu Northwest Airlines, lecącego 25 grudnia 2009 z Amsterdamu do Detroit. Zamachowiec Umar Farouk Abdulmutallab usiłował wysadzić ładunek wybuchowy wszyty w bieliznę. Próba zakończyła się fiaskiem, a terrorysta ciężko się poparzył i został zatrzymany. Próba zamachu nie pozostała bez echa. 3 stycznia 2010 z powodu groźby ataków terrorystycznych ze strony Al-Ka’idy na Półwyspie Arabskim zamknięto tymczasowo ambasady USA, Wielkiej Brytanii i Francji w Jemenie. Ponadto 14 stycznia 2010 Jemen wypowiedział wojnę rebeliantom Al-Ka’idy Półwyspu Arabskiego. Walki rozpoczęły się w stolicy Sanie i w prowincjach Szabwa, Marib oraz Abjan.
8 lutego 2010, zastępca lidera AQAP Sa’id Ali asz-Szihri wezwał do świętej wojny regionalnej i blokady Morza Czerwonego, aby zapobiec transportom do Izraela. W oświadczeniu wzywał również Asz-Szabab, grupę rebeliantów walczącą w Somalii o pomoc w blokadzie. AQAP stała w kwietniu 2010 za samobójczym zamachem bombowym, którego celem był brytyjski ambasador w Jemenie. Z kolei w październiku 2010 przeprowadzono atak rakietowy na brytyjską ambasadę.
29 października 2010 na pokładach samolotów transportowych lecących do Stanów Zjednoczonych odkryto dwie paczki z ładunkami wybuchowymi, przesyłane pod nieaktualne adresy dwóch instytucji żydowskich w Chicago. Śledztwo wykazało, że ładunek pochodził z Jemenu. Zresztą tydzień po zdarzeniu AQAP wzięło odpowiedzialność za ten incydent. Po tym wydarzeniu AQAP ogłosiła nową strategię polegającą na przeprowadzaniu małych, tajnych ataków wymierzonych w amerykańską gospodarkę.
W 2011 Jemen był pogrążony w antyprezydenckiej rewolucji, która jeszcze bardziej osłabiła państwo. Wykorzystali to islamiści, którzy umocnili się na południu kraju. 27 maja 2011 islamscy radykałowie przejęli kontrolę nad miastem Zindżibar. Wymusiło to na armii jemeńskiej przeprowadzenie kontrofensywy antyterrorystycznej. Operacja w prowincji Abjan rozpoczęło się 17 lipca 2011. W teren walk wysłano czołgi, wyrzutnie rakiet i 500 żołnierzy. Islamiści powołali wówczas organizację Ansar asz-Szari’a (Partyzanci Prawa Koranicznego), pod dowództwem Nasir al-Wuhajsziego, którzy byli komórką AQAP podczas walk na południu Jemenu. Po początkowych sukcesach, w sierpniu 2011 wojsko znów zaczęło ustępować bojownikom. Nie udało się odbić Zindżibaru, co więcej, padło kolejne ważne miasto – Szukra. Rząd centralny utracił faktycznie kontrolę na południem kraju na rzecz rebeliantów AQAP.

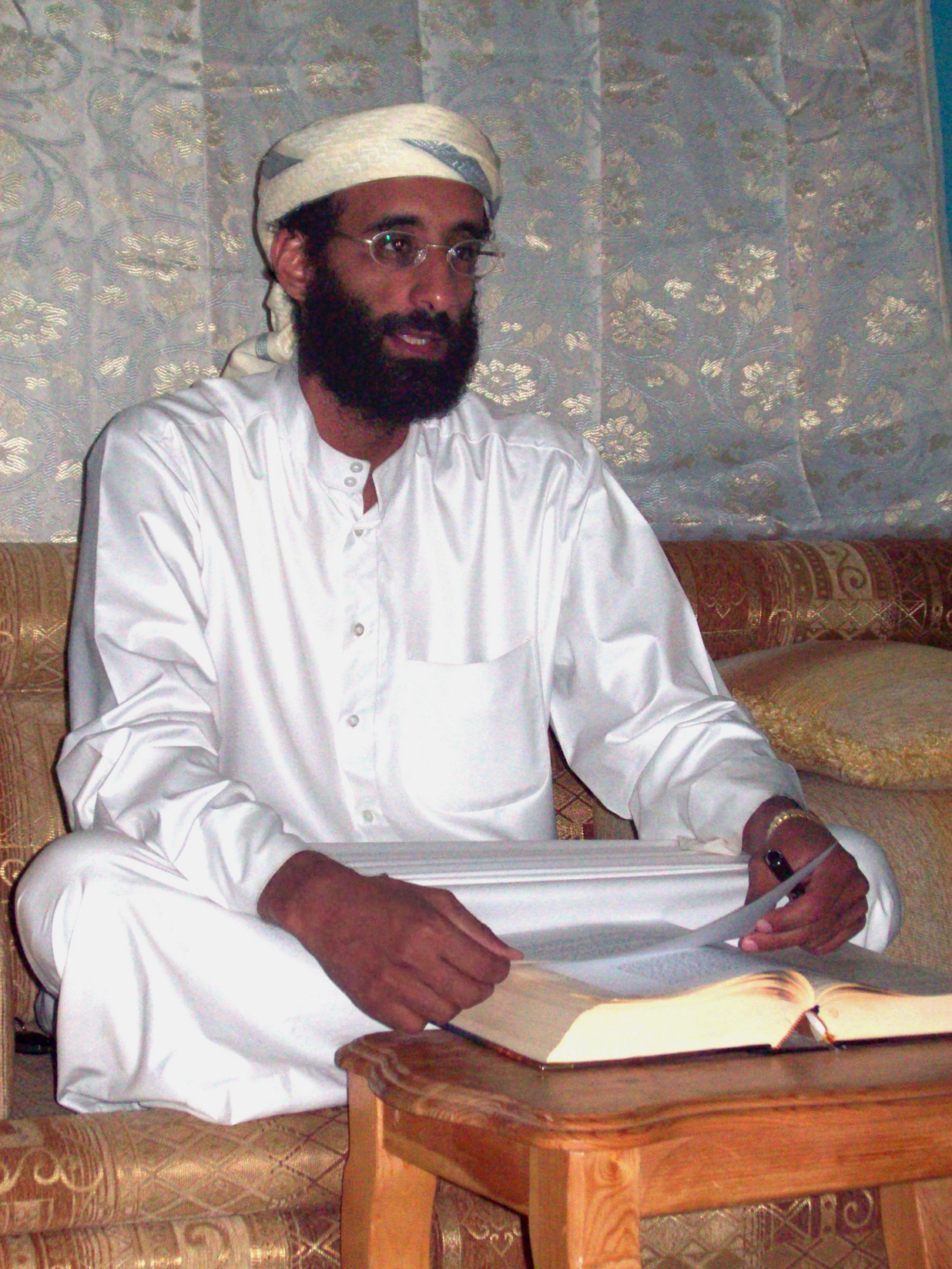
Anwar al-Awalki, lider i główny mentor AQAP (2009-2011)

Dobra passa Al-Kadiy została przerwana po nalocie amerykańskiego samolotu bezzałogowego w muhafazie Marib 30 września 2011, w którym zginął lider Al-Ka’idy Półwyspu Arabskiego Anwar al-Awlaki, a także Ibrahim Hasan al-Asiri – główny konstruktor bomb Al-Ka’idy. Następcą Awlakiego został Nasir al-Wuhajszi.
Terroryści dali znać o sobie w dniu zakończenia rewolucji jemeńskiej 25 lutego 2012 – w dniu zaprzysiężenia nowego prezydenta Abd Rabbuh Mansur Hadiego. Al-Ka’ida Półwyspu Arabskiego dokonała zamachu w Al-Mukalli, gdzie wybuchł samochód-pułapka, w wyniku czego zginęło 26 funkcjonariuszy Gwardii Republikańskiej. Nowy prezydent zapowiedział kontynuowanie kampanii antyterrorystycznej. 12 maja 2012 armia jemeńska rozpoczęła ofensywę przeciwko islamistom w prowincji Abjan. W odwecie terroryści przeprowadzili 21 maja 2012 potężny zamach w Sanie podczas przygotowań do parady wojskowej zorganizowanej z okazji 22. rocznicy zjednoczenia kraju. Zamachowiec-samobójca w przebraniu wojskowego odpalił ładunki wybuchowe w wyniku czego zginęło 96 żołnierzy, a ponad 300 zostało rannych. Eksplozja była tak silna, że w jej wyniku na placu as-Sabin, który znajduje się w pobliżu pałacu prezydenckiego i zamożnej dzielnicy Safarat, powstał krater. Był to największy zamach w wykonaniu Al-Ka’idy Półwyspu Arabskiego w Jemenie.
Nie zmniejszyło to zdolności bojowej armii, która 12 czerwca 2012 wraz z milicjami plemiennymi odbiła z rąk terrorystów miasta Zindżibar i Dża’ar. Kilkuset islamskich fundamentalistów z oddziałów milicji Ansar asz-Szari’a (Partyzanci Islamskiego Prawa) po wielomiesięcznej ofensywie opuściło miasta. Trzy dni później wojsko odbiło miasto Szurka z rąk rebeliantów. Tym samym południe kraju zostało wyzwolone, jednak rebelianci kontynuowali walkę partyzancką.
Na początku czerwca 2013 Stany Zjednoczone zamknęły 19 ambasad i placówek dyplomatycznych na Bliskim Wschodzie i Afryce Północnej po tym jak służby wywiadowcze podsłuchały rozmowę lidera światowej Al-Ka’idy Ajmana az-Zawahiriego z emirem AQAP Nasirem al-Wuhajszim. Rozmowę zinterpretowano jako planowanie zamachów w święto Id al-Fitr, czyli ostatniego dnia ramadanu.